# حارة عين الفقيه (أزال)
حارة عين الفقيه هي إحدى حارات حي أزال بمديرية أزال في مدينة صنعاء، بلغ تعداد سكانها 751 نسمة حسب تعداد اليمن لعام 2004.